# Привремена влада ДФЈ
Привремена влада ДФЈ је била влада Демократске Федеративне Југославије образована од припадника Националног комитета ослобођења Југославије и припадника краљевске владе у егзилу. Влада је састављена 7. марта 1945, а трајала је до 31. јануара 1946. Председник привремене владе је био Јосип Броз Тито, вођа партизана и генерални секретар КПЈ.
После проглашења Републике 29. новембра 1945. влада је променила име у Влада ФНРЈ и продужила са радом до доношења Устава ФНРЈ 31. јануара 1946.

## Назив
У документацији се срећу називи − Јединствена влада, Влада ДФЈ, Министарски савет ДФЈ, Привремена влада ДФЈ, Савезна влада и Централна влада. По професору Бранку Петрановићу, назив Привремена влада ДФЈ је најадекватнији јер је време њеног функционисања било условљено испуњавањем споразума између маршала Тита и Ивана Шубашића.
Проглашењем ФНРЈ 29. новембра 1945. Привремена влада ДФЈ наставља рад као влада односно Министарски савет ФНРЈ − до доношења Устава односно образовања нове владе ФНРЈ.

## Историја
Пре него што је формирана привремена влада, одржано је неколико сусрета између Тита и Ивана Шубашића, предратног бана Бановине Хрватска и председника краљевске владе у Лондону током Другог светског рата.
Након Вишког споразума у јуну 1944, до новог састанка између Тита и Шубашића је дошло у Вршцу 20. октобра 1944. Боравак Тита у СССР и Московска конференција између Стаљина и Винстона Черчила отворили су врата за други споразум између представника НКОЈ-а и председника краљевске владе. Споразум је закључен 1. новембра 1944. у Београду и познат је као „Београдски споразум“.
До нових контакта дошло је децембра 1944. када је учињена допуна Београдског споразума са неким гаранцијама за рад политичких странака и ратификације законодавних аката АВНОЈ-а од стране будуће Уставотворне скупштине. Београдским споразумом је био незадовољан краљ Петар II Карађорђевић, чију је функцију по Споразуму Тито-Шубашић из 1944. обављало регентско веће састављено од три члана.
Ипак, по завршетку Јалтске конференције, 16. фебруара 1945. Шубашићева влада је стигла у Београд. После многих преговора и убеђивања, краљ Петар је најзад 2. марта именовао за регенте Срђана Будисављевића, Анту Мандића и Душана Сернеца. По споразуму, три дана касније дошло је до оставке краљевске владе и НКОЈ-а.

### Привремена влада
Нова влада ДФЈ је састављена 7. марта 1945, а 9. марта усвојила је Декларацију, коју је исте вечери њен председник маршал Тито прочитао преко Радио Београда.
Током лета, дошло је до кризе споразума. Пошто је 7. августа 1945. године у Београду отпочело Треће заседање АВНОЈ-а, краљ Петар II је одлучио да прогласом од 8. августа опозове сву тројицу краљевских намесника. Међутим, намесници се нису повиновали опозиву, а Привремена влада је закључком од 10. августа и формално анулирала краљеву одлуку.
Од чланова Привремене владе, први је дао оставку на место министра-потпредседника Милан Грол, с образложењем да се не поштује принцип демократије и слободе говора. После паљења уредничких кућа листа „Демократија“, широм градова Југославије, дошло је до првих неслагања представника Шубашићевог дела и представника ЈНОФ-а. Нарочито је Шубашићев део апострофирао негативну улогу специјалне полиције Озне и њеног преимућства у држави.
После Грола, владу је истог дана напустио и др Јурај Шутеј, министар без портфеља. Сам др Иван Шубашић, под изговором да нема слободне демократске речи и да влада комунистичка диктатура у земљи, је поднео оставку на месту министра спољних послова октобра 1945.
Привремена влада ДФЈ је формално тада остала без представника Шубашићевог апарата.
11. новембра 1945. су одржани избори за Уставотворну скупштину са Народним фронтом Југославије као једном изборном листом..
Привремена влада ДФЈ именована 7. марта 1945. је поднела оставку Уставотворној скупштини на другој заједничкој седници Савезне скупштине и Скупштине народа Уставотворне скупштине 1. децембра 1945. али јој је скупштина изгласала поверење тако да је влада остала на функцији до 31. јануара 1946.

## Састав
| Функција                                                     | Слика         | Име и презиме                      | Детаљи                          |
| ------------------------------------------------------------ | ------------- | ---------------------------------- | ------------------------------- |
| Председник Министарског савета и Министар народне одбране    |               | Маршал Југославије Јосип Броз Тито |                                 |
| Потпредседник Министарског савета                            |               | Милан Грол                         | до 24. августа 1945.            |
| Потпредседник Министарског савета и Министар за Конституанту |               | Едвард Кардељ                      |                                 |
| Министар иностраних послова                                  |               | др Иван Шубашић                    | до 17. октобра 1945.            |
| Министар иностраних послова                                  |               | Јосип Броз Тито                    | заступник, од 17. октобра 1945. |
| Министар без портфеља                                        |               | Јосип Смодлака                     |                                 |
| Министар без портфеља                                        |               | др Јурај Шутеј                     | до 17. октобра 1945.            |
| Министар финансија                                           |               | Сретен Жујовић                     |                                 |
| Министар поште, телеграфа и телефона                         |               | др Драго Марушич                   |                                 |
| Министар правосуђа                                           |               | Фране Фрол                         |                                 |
| Министар унутрашњих послова                                  | Влада Зечевић | Влада Зечевић                      |                                 |
| Министар саобраћаја                                          |               | Тодор Вујасиновић                  |                                 |
| Министар индустрије                                          |               | Андрија Хебранг                    |                                 |
| Министар трговине и снабдевања                               |               | инж. Никола Петровић               |                                 |
| Министар просвете                                            |               | Владислав С. Рибникар              |                                 |
| Министар информација                                         |               | Сава Косановић                     |                                 |
| Министар народног здравља                                    |               | др Златан Сремец                   |                                 |
| Министар рударства                                           |               | Бане Андрејев                      |                                 |
| Министар пољопривреде                                        |               | др Васо Чубриловић                 |                                 |
| Министар шумарства                                           |               | Сулејман Филиповић                 |                                 |
| Министар социјалне политике                                  |               | др Антон Кржишник                  |                                 |
| Министар колонизације                                        |               | Сретен Вукосављевић                |                                 |
| Министар грађевина                                           |               | др Раде Прибићевић                 | до 24. априла 1945.             |
| Министар грађевина                                           |               | Стеван Зечевић                     | од 24. априла 1945.             |
| Министар за Србију                                           |               | Јаша Продановић                    |                                 |
| Министар за Хрватску                                         |               | др Павле Грегорић                  |                                 |
| Министар за Словенију                                        |               | Едвард Коцбек                      |                                 |
| Министар за Босну и Херцеговину                              |               | Родољуб Чолаковић                  |                                 |
| Министар за Македонију                                       |               | Емануел Чучков                     |                                 |
| Министар за Црну Гору                                        |               | Милован Ђилас                      |                                 |